# Otto Keilholz
Otto Keilholz (* 26. April 1891 in Berlin; † 8. Januar 1966 ebenda) war ein deutscher Politiker (SPD).
Otto Keilholz besuchte eine Volksschule und machte eine Lehre als Dreher und Maschinenbautechniker. 1919 trat er der SPD bei. Er legte die Meisterprüfung ab und wurde Angestellter als Werkmeister und Fabrikationsingenieur.
Nach dem Zweiten Weltkrieg arbeitete Keilholz als Angestellter in einer Behörde, wo er technischer Hauptsachbearbeiter war. 1956 trat er in den Ruhestand. Im Mai 1957 rückte er für eine kurze Zeit in das Abgeordnetenhaus von Berlin nach, da Willi Hübner ausgeschieden war. Bereits im Dezember 1958 schied Keilholz wieder aus.